# Sully (Oise)
Sully ist eine französische Gemeinde mit 166 Einwohnern (Stand 1. Januar 2022) im Département Oise in der Region Hauts-de-France. Die Gemeinde liegt im Arrondissement Beauvais und ist Teil der Communauté de communes de la Picardie Verte und des Kantons Grandvilliers.

## Geographie
Die verstreute Gemeinde mit dem Ortsteil Le Carroy liegt rund sechs Kilometer westlich von Songeons im Tal des Thérain.

## Geschichte
Der Ort wurde 1159 als Sulliacum genannt.

## Einwohner
| 1962 | 1968 | 1975 | 1982 | 1990 | 1999 | 2006 | 2011 |
| ---- | ---- | ---- | ---- | ---- | ---- | ---- | ---- |
| 152  | 120  | 109  | 135  | 125  | 139  | 155  | 159  |

## Verwaltung
Bürgermeisterin (maire) ist seit 2008 Josiane Houepe.

## Sehenswürdigkeiten
- Kirche Saint-Pierre aus dem 16. Jahrhundert mit Taufbecken aus dem 12. Jahrhundert[1]